# Свадебное путешествие (роман)
«Сва́дебное путеше́ствие» (фр. Le voyage de noce, иногда с подзаголовком фр. Histoire d’amour et de guerre — «История любви и войны») — роман бельгийского писателя Шарля Де Костера, опубликованный в 1870 году. Это «психологический роман, сюжетом которого служит семейная драма». На русский язык переводился в 1873 году, новый перевод вышел лишь в 2013 году.

## Сюжет
Зимой, во время декабрьских морозов, у вдовы Розье, владелицы трактира «Императорские доспехи», внезапно умирает семнадцатилетняя дочь Гритье (Маргерита). Хотя местный врач утверждает, что девушка мертва, Розье не спешит хоронить дочь, которую она ревностно любила, и тело Гритье лежит в одной из комнат. Пока Розье и её служанка Сиска продолжают обслуживать постояльцев, в трактир заходит молодой человек (Поль Гетальс), который хочет остаться ночевать. Розье говорит, что единственное свободное место осталось в комнате, где на одной из кроватей «кое-кто спит», и показывает Полю лежащую там дочь. Поль оказывается врачом, и он выражает сомнение, что Гритье действительно мертва. Розье, несмотря на скупость, обещает ему десять тысяч франков, если ему удастся вернуть дочь к жизни. После медицинских процедур девушка, действительно, приходит в себя. Розье счастлива, при этом её тяготит мысль о расставании с деньгами. Поль говорит, что отказывается от вознаграждения, что вызывает насмешку со стороны Розье. Между тем Поль влюбляется в девушку, а она в него. Несмотря на сопротивление матери, через полгода Поль и Гритье женятся и поселяются в доме Поля в Уккле, а Розье не даёт никакого приданого.
Поль и Гритье счастливы, Розье же вне себя от ненависти и зависти к зятю, забравшему у неё дочь и живущему независимо и благополучно. Она бросает трактир и переезжает в Иксель, где занимается оптовой торговлей винами и ликёрами. Розье по-прежнему экономит на всём, обманывает клиентов (разбавляя вино) и изводит свою служанку Сиску, которая не уходит от госпожи только из жалости к ней. Попытки дочери и её мужа навестить Розье заканчиваются скандалами, потому что она всё время оскорбляет Поля. Молодожёны ожидают ребёнка, и уже обсуждают, чему они будут учить его (они уверены, что это будет мальчик). Тем временем у Розье возникает план мести зятю, и однажды они с Сиской без предупреждения приходят в гости к Полю и Гритье, чтобы пожить у них несколько дней. Поль с женой стараются обеспечить гостей всем самым лучшим, однако, когда у Поля кончаются деньги (из-за того, что ему остались должны некоторые клиенты), Розье с гневом отвергает просьбу Гритье дать им взаймы. Тем не менее, дела Поля налаживаются, и супруги на несколько дней уезжают в Остенде к морю.
Розье увлекается родословными делами и заказывает архивные выписки о том, что её предки имели баронский титул. Она начинает изысканно одеваться и общаться с местной знатью, в том числе знакомится с молодой дамой по имени Амелия, с которой до встречи с Гритье у Поля был роман. Амелия мечтает отомстить Полю за то, что он предпочёл другую, и она отдаёт Розье одно из писем Поля, на котором та подделывает дату. Когда супруги возвращаются домой, Розье показывает письмо дочери и увозит её от Поля в Гент. Девушка в шоке от измены мужа и ни с кем не разговаривает. Ночью Розье слышит, что Гритье вышла из дома. В ужасе от мысли, что её дочь сейчас покончит с собой, Розье бежит, а затем ползёт к набережной канала, где обычно находят утопленников. Она удерживает дочь и признаётся ей в обмане. Они едут к замку графини, где Гритье слышит разговор Амелии с Полем: графиня уговаривает его вернуться к ней, но он говорит о своей любви к Гритье. Поль и Гритье воссоединяются, вскоре к ним приходит Розье, которая просит прощения у Поля и примиряется с ним. «Так любовь поселилась в доме, а ненависть оставила его.»

## Русский перевод
На русский язык роман был переведён уже в 1873 году и опубликован в журнале «Магазин иностранной литературы» (№ 3, с. 1—162), а также вышел отдельным изданием в Санкт-Петербурге. Имя переводчика в издании не указано. Имена героев (Гритжи, Роозжи, Павел, Зиска) переданы иначе, чем в более современном переводе.
Новый перевод Дмитрия Савостина вышел в 2013 году.

## Критика

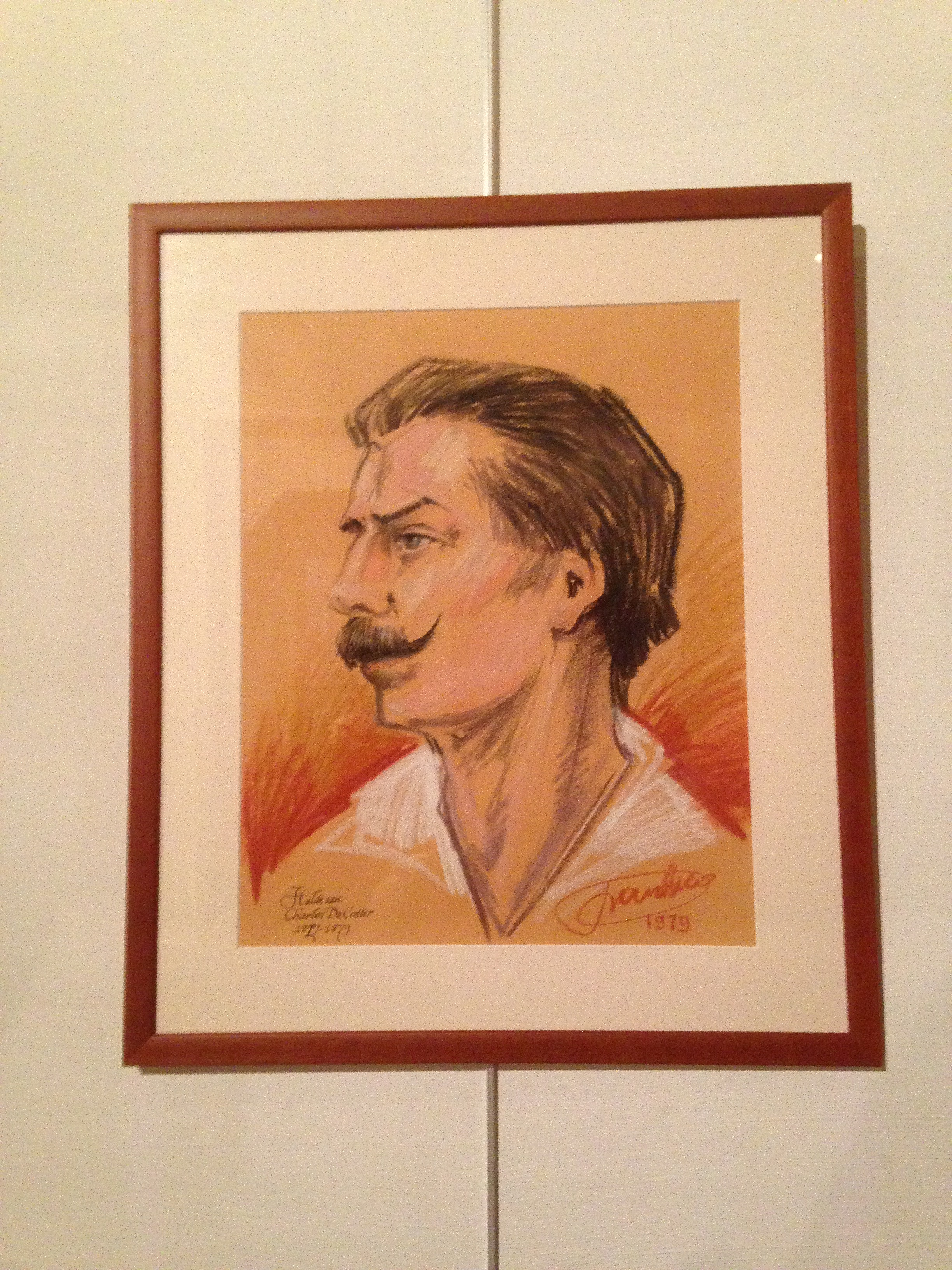
Портрет Шарля Де Костера

По словам о романе А. В. Морозовой, «несмотря на ряд достоинств (антибуржуазная направленность), он ни в каком отношении не может сравниться с „Легендой“». Аналогично, И. Н. Пожарова отмечает, что роман Де Костера из современной жизни критикует «фальшь буржуазной семьи».
Б. П. Мицкевич отмечает, что роман прошёл «почти незамеченным» среди бельгийской публики, и в качестве «единственного успеха» называет его перевод на русский язык в 1873 году. По словам автора, отдельные персонажи и коллизии романа имеют автобиографический характер и отражают личные невзгоды и переживания Де Костера в период его увлечения Элизой Спрюи. Роман может быть охарактеризован как семейно-бытовой и психологический, а по художественному методу — реалистический. При этом «его содержание представляется будничным и не обнаруживающим сколько-нибудь оригинального авторского вымысла, а завязка — несколько необычной и надуманной». В целом это «повесть о любви, торжествующей над ненавистью». И хотя, по мнению Б. П. Мицкевича, роман Де Костера это «глубоко реалистическое и демократическое произведение, свидетельствующее о том, что его автору в последние годы жизни удалось ближе подойти к народу в его повседневном существовании», реализм Де Костера в этом романе «значительно уступает реализму Бальзака и Флобера, с которыми так охотно сравнивала бельгийского писателя современная ему критика».